# Teudis fatuus
Teudis fatuus là một loài nhện trong họ Anyphaenidae.
Loài này thuộc chi Teudis. Teudis fatuus được Cândido Firmino de Mello-Leitão miêu tả năm 1942.